# フレデリク・アウヴェス
フレデリク・アウヴェス・イブセン（Frederik Alves Ibsen、1999年11月8日 - ）は、デンマーク・ビズオウア出身のサッカー選手。ブレンビーIF所属。ポジションはディフェンダー。

## クラブ経歴
2018年9月26日、シルケボーIFに所属していたアウヴェスはこの日のデンマーク・カップのネストヴェズBK戦でプロデビューを果たした。
2020年12月22日、ウェストハム・ユナイテッドFCはシルケボーからアウヴェスの獲得を発表し、1年半契約を結んだ。
2022年1月15日、母国のブレンビーIFに移籍し、4年半契約を交わした。

## 人物
父親はデンマーク人で、母親はブラジル人。